# Bisegna
Bisegna är en ort och kommun i provinsen L'Aquila i regionen Abruzzo i Italien. Kommunen hade 210 invånare (2018).